# أوسكار بيسانو
أوسكار بيسانو (بالإسبانية: Oscar Pisano)‏ هو لاعب كرة قدم أرجنتيني في مركز الدفاع، ولد في 3 سبتمبر 1956 في بوينس آيرس في الأرجنتين. لعب مع Memphis Rogues ‏.